# Christian Wade
Pour les articles homonymes, voir Wade.

a Compétitions nationales et continentales officielles uniquement.

b Matchs officiels uniquement.
Dernière mise à jour le 27 octobre 2024.
Christian Wade, né le 15 mai 1991 à Slough (Angleterre), est un joueur international anglais de rugby à XV jouant au poste d'ailier avec Gloucester Rugby.

## Biographie
Christian Wade naît à Slough dans le Berkshire. Il commence sa carrière professionnelle avec les London Wasps en 2011. Dès la saison suivante, il devient titulaire avec l'équipe première. Il termine deuxième meilleur marqueur avec 9 essais derrière Rob Miller. À la fin de la saison 2012-2013, il termine meilleur marqueur à égalité avec son coéquipier Tom Varndell avec 13 essais marqués chacun. Sa belle saison est récompensée : il est désigné meilleur joueur de la saison par ses pairs et reçoit le titre du PRA player of the year award attribué par la Professional Rugby Players Association. Au mois de juin, il honore sa première cape avec l'équipe d'Angleterre en disputant le test match contre l'équipe d'Argentine remporté largement par les Anglais sur le score de 32 à 3. Après le test match, il est appelé par Warren Gatland pour rejoindre les Lions britanniques alors en tournée en Australie pour pallier les blessures de plusieurs joueurs. Il joue le match contre les Brumbies mais ne dispute aucun des trois test matchs contre l'équipe d'Australie.
À l'issue de la saison 2014-2015, il fait partie de l'équipe type de cette édition du championnat anglais.
En mai 2016, il est convoqué pour disputer deux test-matchs avec les England Saxons les 10 et 17 juin 2016 contre l'équipe d'Afrique du Sud A de rugby à XV.
Réalisant une excellente saison 2016-2017, il fait partie en mai 2017 de la liste des joueurs nommés pour le titre de meilleur joueur de l'année en Premiership. Il y est associé à Louis Picamoles, Owen Farrell, Elliot Daly et Jimmy Gopperth. Le titre est finalement décerné à Jimmy Gopperth mais Wade figure tout de même dans l'équipe type de la saison.
Le 24 octobre 2018, il met un terme à sa carrière professionnelle pour se consacrer au football américain.
Entre 2019 et 2022, il fait partie de l’équipe d’entrainement des Bills de Buffalo mais ne joue aucun match officiel en NFL.
Il fait son retour en rugby à XV en 2022, en signant au Racing 92. Deux ans plus tard, il retourne en Angleterre et rejoint Gloucester afin de remplacer Louis Rees-Zammit, parti à son tour s'essayer en NFL.

## Statistiques

### En club
Depuis ses débuts en 2011 avec les London Wasps, Christian Wade a disputé 165 matchs et marqué 99 essais (495 points). Il joue notamment 32 matchs en compétition européenne de club (Challenge européen et coupe d'Europe) au cours desquels il marque seize essais soit un total de 80 points.

### En équipe nationale
Depuis sa première cape en 2013, Christian Wade dispute un match avec l'équipe d'Angleterre.

### Avec les Lions britanniques
Christian Wade participe à la tournée 2013 des Lions britanniques. Il n'y dispute qu'un seul match amical contre les Brumbies.

## Palmarès

### En club
- Wasps
  - Finaliste du Championnat d'Angleterre en 2017

### En équipe nationale
- Angleterre -20
  - Vainqueur du Tournoi des Six Nations des moins de 20 ans en 2011
  - Finaliste du Championnat du monde junior en 2011

### Distinctions personnelles
- Meilleur marqueur du Championnat du monde junior en 2011 (7 essais).
- Membre de l'équipe type du Championnat d'Angleterre en 2015 et 2017.
- Meilleur marqueur du Championnat d'Angleterre en 2017 (17 essais) et 2018 (13 essais).